# 가미호야촌
가미호야촌(上保谷村)은 사이타마현 니쿠라군에 설치되었던 촌이다. 현재의 도쿄도 니시토쿄시 동남부에 해당한다.